# Cori da sdraio
Cori da sdraio è il terzo album in studio del cantante italiano Dutch Nazari, pubblicato il 29 aprile 2022 per l'etichetta Undamento.

## Tracce
1. Cori da sdraio
2. Notre Dame
3. Più in alto
4. Long Island
5. So’ Saverio
6. IKEA
7. Anime stanche
8. Sole su
9. Fiore d’inverno
10. Venerdì
11. Alla fine